# لغزندگی جاده

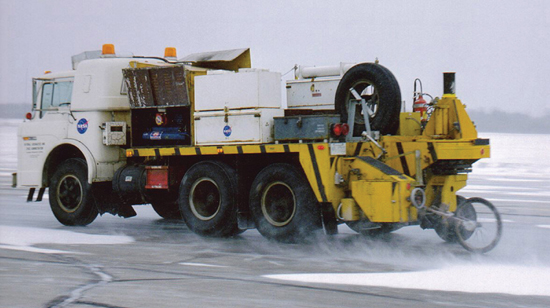
دستگاه آزمایش اصطکاک جاده.

لغزندگی جاده  اصطلاح فنی برای اشاره به وضعیت سطح جاده از نظر میزان اصطکاک و ثبات رانندگی است. بافت روکش جاده، برف، یخزدگی و آب از عوامل لغزندگی هستند. در حالت لغزندگی، چرخهای یک وسیله نقلیه اصطکاک و کشندگی مناسبی روی سطح راه جاده ندارند.
لغزندگی سطح جاده می‌تواند با اندازه گیری اصطکاک بین چرخ و زمین طول ترمز خودرو سنجیده شود و در هر حال مربوط به ضریب اصطکاک بین لاستیک و سطح جاده است.